# The Number of the Beast
The Number of the Beast este un album de heavy metal al trupei britanice Iron Maiden. Albumul a fost lansat pe 29 martie 1982, prin casele de discuri EMI în Marea Britanie și inițial prin Harvest Records/Capitol Records în SUA (acum prin Sanctuary Records/Columbia Records).
Chiar dacă Iron Maiden era deja în pragul celebrității mondiale după lansarea albumului Killers, vocalistul Paul Di'Anno a părăsit formația la finalul turneului mondial din 1981. Astfel The Number of the Beast este primul album Iron Maiden  care îl are la voce pe Bruce Dickinson.
The Number of the Beast este considerat a fi unul dintre cele mai influente albume ale genului și o piatră de hotar în istoria metalului mondial. În topul albumelor britanice a atins poziția 1, single-ul "Run To The Hills" a ajuns pe locul 7, iar "The Number Of The Beast" pe 18.
În SUA albumul a fost centrul a numeroase controverse, legate în special de imaginea de pe copertă și de interpretarea greșită a versurilor piesei care îi dă titlul.
Albumul a fost remasterizat în 1998 împreună cu o piesă bonus, "Total Eclipse".
Pana astazi albumul s-a vandut in aproape 15 milioane de exemplare, fiind cel mai de succes album al trupei si unul din preferatele fanilor.

## Tracklist

### Versiunea originală
1. "Invaders" (Harris) - 3:25
2. "Children of the Damned" (Harris) - 4:35
3. "The Prisoner" (Smith, Harris) - 6:04
4. "22 Acacia Avenue" (Harris, Smith) - 6:37
5. "The Number of the Beast" (Harris) - 4:48
6. "Run to the Hills" (Harris) - 3:54
7. "Gangland" (Smith, Burr) - 3:48
8. "Hallowed Be Thy Name" (Harris) - 7:14

### Versiunea remasterizată
1. "Invaders" (Harris) - 3:25
2. "Children of the Damned" (Harris) - 4:35
3. "The Prisoner" (Smith, Harris) - 6:04
4. "22 Acacia Avenue" (Harris, Smith) - 6:37
5. "The Number of the Beast" (Harris) - 4:48
6. "Run to the Hills" (Harris) - 3:54
7. "Gangland" (Smith, Burr) - 3:48
8. "Total Eclipse" - (4:25)
9. "Hallowed Be Thy Name" (Harris) - 7:14

## Componență
- Bruce Dickinson - voce
- Steve Harris - bas
- Adrian Smith - chitară
- Dave Murray - chitară
- Clive Burr - baterie

## Alte Informații
- trupa americană de metal progresiv Dream Theater a cântat întreg albumul la mai multe concerte pe parcursul turneului lor internațional din 2002.
- versurile cântecului "The Prisoner" au fost inspirate de un serial science fiction cu același nume. Dialogul care apare la inceputul piesei este luat din acel serial.